# نیکلاس فوورگ
نیکلاس فوورگ (انگلیسی: Nicolas Fauvergue؛ زادهٔ ۱۳ اکتبر ۱۹۸۴) بازیکن فوتبال اهل فرانسه است.
از باشگاه‌هایی که در آن بازی کرده‌است می‌توان به باشگاه فوتبال متس، باشگاه فوتبال استاد رنس، باشگاه فوتبال استراسبورگ، باشگاه فوتبال پاریس، باشگاه فوتبال لیل، باشگاه فوتبال آژاکسیو، و باشگاه فوتبال سدان اشاره کرد.